# Grb Belgije

## Veliki grb
Veliki grb Kraljevine Belgije sadrži motive lavova /tzv. belgijskih lavova) koji drže središnji štit na kojemu se također nalazi lav, belgijski nacionalni simbol. Ova dva motiva okružuje hermelinski ogrtač, simbol monarhije, a ispod njih se nalazi traka s državnom krilaticom - Snaga leži u jedinstvu, ispisan bilo na francuskom ili nizozemskom jeziku.
Svaki od lavova drži zastavu Belgije, a zastave prvobitnih devet provincija (sada ih je deset) izdižu se iza ogrtača. Na vrhu svega se nalazi kraljevsa kruna.
Veliki grb je usvojen 17. svibnja 1837. godine.

## Mali grb
Mali grb koji koristi federalna vlast sastoji se od crnog štita sa zlatnim/žutim uspravljenim lavom (Brabant). Ispod štita je državna krilatica na lenti medalje. Iza štita su dva ukrštena žezla. Na vrhu jednog je ruka, a na vrhu drugog lav.